# Ilustrowana Biblia z Holkham

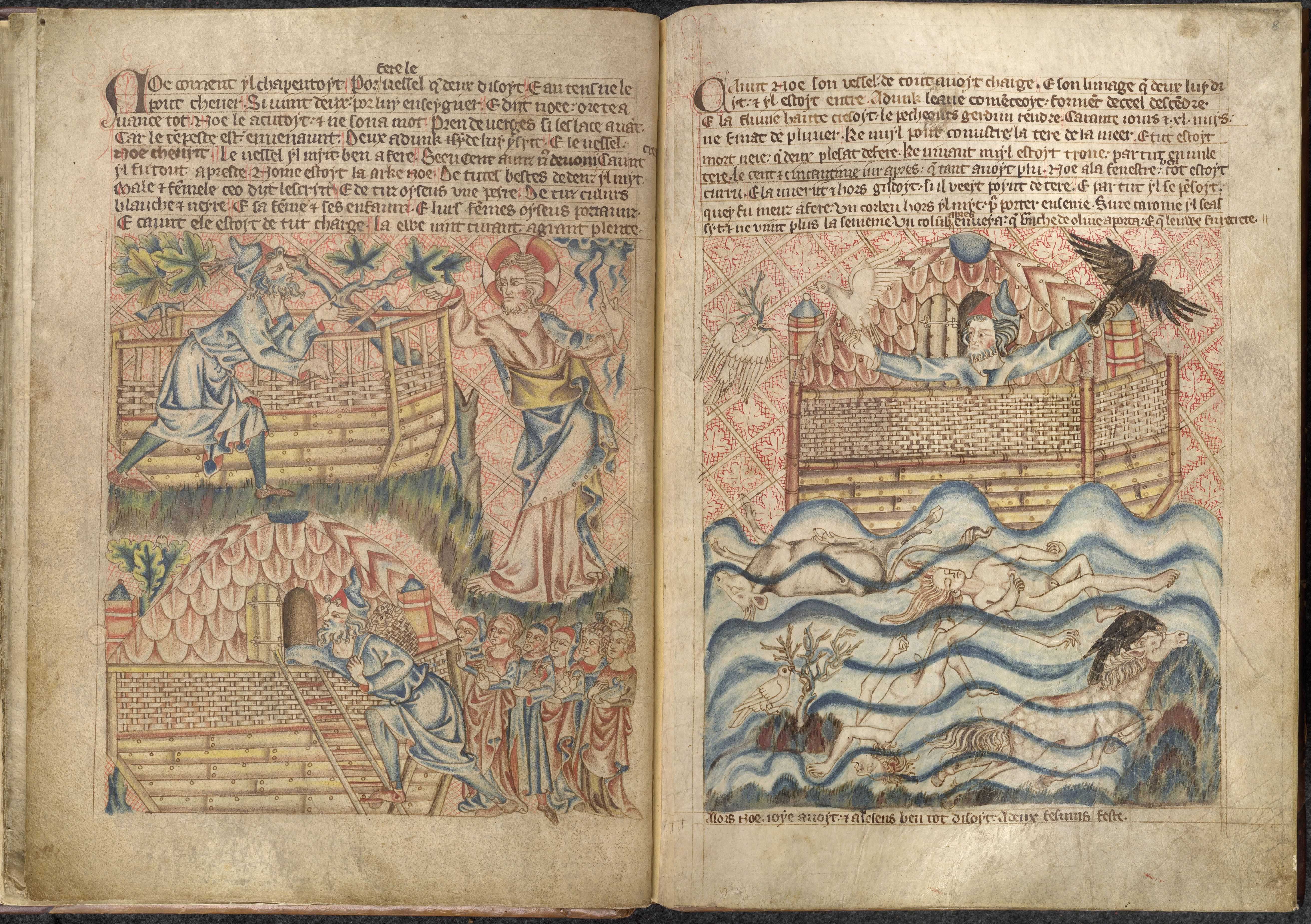
Fragment księgi z ilustracjami do historii o potopie

Ilustrowana Biblia z Holkham – bogato iluminowany manuskrypt pochodzący z XIV wieku, zawierający cykl 231 wielobarwnych ilustracji do poszczególnych historii biblijnych wraz z krótkimi objaśnieniami tekstowymi w anglo-normańskiej odmianie języka starofrancuskiego. Znajduje się w zbiorach Biblioteki Brytyjskiej (sygnatura Add MS 47682).
Kodeks ma wymiary 285×210 mm i liczy 42 karty formatu folio. Analiza paleograficzna i ikonograficzna wskazuje, iż powstał ok. 1325-1340 roku w którymś ze skryptoriów londyńskich. Oprawa księgi jest późniejsza i pochodzi z XVII wieku. Tekst pisany jest rotundą, odmianą pisma gotyckiego.
Księga została oryginalnie wykonana dla anonimowego opactwa dominikańskiego. Pod koniec XVIII wieku nabył ją Thomas William Coke, 1. hrabia Leicester. Odtąd była przechowywana w bibliotece Holkham House w Holkham w hrabstwie Norfolk aż do 1952 roku, kiedy to nabyła ją Biblioteka Brytyjska.
Materiał ikonograficzny obejmuje pełną historię biblijną od stworzenia świata do Sądu Ostatecznego, z uwzględnieniem apokryficznych opowieści o dzieciństwie Jezusa. Przedstawione detale architektoniczne, stroje postaci i przedmioty zostały bezpośrednio zaczerpnięte z ówczesnych realiów angielskich, dzięki czemu iluminacje kodeksu stanowią cenne źródło do historii życia społecznego w średniowieczu. Interesujący jest także cykl obrazów ukazujących 12 znaków zapowiadających Apokalipsę, odwołujący się do współczesnych autorowi zdarzeń i wyobrażeń na temat końca świata. Na podwójnej miniaturze ukazana została bitwa pod Bannockburn.